# Kościół Najświętszej Maryi Panny Królowej Polski w Warszawie
Kościół Najświętszej Maryi Panny Królowej Polski w Warszawie – rzymskokatolicki kościół parafialny należący do parafii św. Feliksa z Kantalicjo w Warszawie (dekanat rembertowski diecezji warszawsko-praskiej). Znajduje się w warszawskiej dzielnicy Wawer, na osiedlu Marysin Wawerski.

## Historia
Świątynia została wzniesiona według projektu architekta Zygmunta Gawlika w latach 1926–1936, dzięki staraniom sióstr felicjanek, jako wotum wdzięczności za odzyskaną niepodległość. Kamień węgielny został poświęcony i wmurowany przez kardynała Aleksandra Kakowskiego z towarzyszeniem biskupów Stanisława Galla i Antoniego Szlagowskiego 24 kwietnia 1929 roku. 
Kościół został zaprojektowany jako dwupoziomowy, jednonawowy, wzniesiony na planie krzyża łacińskiego, w stylu art deco. Pierwsza Eucharystia została odprawiona w niedzielę 21 lipca 1936 roku. W przeddzień, za zgodą arcybiskupa Stanisława Galla, ówczesny kapelan sióstr, ks. Wojciech Kamiński, prywatnie poświęcił kościół. Na życzenie kardynała Kakowskiego Eucharystia była sprawowana dla okolicznych mieszkańców. 
W czasie obrony Warszawy we wrześniu 1939 roku kościół nie uległ większym zniszczeniom. Najtrudniejsze chwile przyszły w czasie powstania warszawskiego i po jego zakończeniu. Niemcy ostrzeliwali świątynię ciężkimi pociskami, które poważnie uszkodziły wieżę i cały kościół. Największe spustoszenie spowodowały bombardowania w listopadzie 1944 roku. Na życzenie władz zakonnych, celem ocalenia sióstr i okolicznych mieszkańców, w dniu 28 listopada 1944 roku saperzy polscy wysadzili wieżę, która spadając na lewą część świątyni spowodowała kolosalne straty. Zniszczeniu uległa zachodnia część przybudówki wieży. Na skutek bombardowań zniszczeniu uległ wschodni transept i dach świątyni. Zniszczenia były tak poważne, że zastanawiano się nad budową kościoła od nowa, jednakże siostra Pia, ówczesna matka generalna, podjęła odważną decyzję o odbudowie kościoła. Od listopada 1944 do 1949 roku były naprawiane uszkodzone mury, okna, posadzka i dach kościoła, zostały skompletowane brakujące elementy wyposażenia, zostały zawieszone stacje Drogi Krzyżowej autorstwa Ludwika Lisowskiego, malarza z Krakowa, ucznia Józefa Mehoffera. W listopadzie 1949 roku został ukończony główny ołtarz, pracami artystycznymi kierował br. Jan Kajzer SDB z Oświęcimia; pod jego kierownictwem zostały wykonane ławki, dwa konfesjonały i ambona. Ukończeniem prac było ustawienie w ołtarzu brakujących figur św. Franciszka i św. Feliksa. 
Pierwszym proboszczem został ks. Wacław Kurkus, dotychczasowy rektor świątyni. Dzięki jego staraniom został naprawiony dach świątyni, schody i centralne ogrzewanie kościoła. Podczas urzędowania księdza prałata Jerzego Dziurzyńskiego, w latach 1971–1974 została odbudowana zachodnia przybudówka wieży, która do chwili obecnej pełni funkcję plebanii. Została odgruzowana dolna świątynia i zaadaptowana została na potrzeby katechetyczne i duszpasterskie. W latach 1981–1985 została odbudowana wschodnia część transeptu, zniszczonego podczas bombardowania w 1944 roku.

## Dzwony
Na nadbudowanej wieży wiszą cztery dzwony. Największy z nich pochodzi z okresu międzywojennego, natomiast trzy mniejsze z 2008 roku.
|   | Imię                                 | Waga        | Ton     | Średnica | Rok odlania | Odlewnia                                    |
| - | ------------------------------------ | ----------- | ------- | -------- | ----------- | ------------------------------------------- |
| 4 | bł. Matka Angela Truszkowska         | ok. 220 kg  | es" (-) | 70,5 cm  | 2008        | Odlewnia dzwonów Braci Kruszewskich, Węgrów |
| 3 | św. Feliks                           | ok. 500 kg  | b'      | 91,5 cm  | 2008        | Odlewnia dzwonów Braci Kruszewskich, Węgrów |
| 2 | Sługa Boży Stefan Kardynał Wyszyński | ok. 1000 kg | f'      | 118,5 cm | 2008        | Odlewnia dzwonów Braci Kruszewskich, Węgrów |
| 1 | św. Józef                            | ok. 1450 kg | d' (+)  | 133 cm   | 1932        | Odlewnia dzwonów Karol Schwabe, Biała       |